# Luan Rama
Luan Mersin Rama (ur. 9 marca 1966 w Peshkopii) – albański polityk i dziennikarz, w latach 2002–2003 minister spraw wewnętrznych w rządzie Fatosa Nano.

## Życiorys
Syn Mersina i Deshiry. W 1990 ukończył studia z zakresu języka i literatury albańskiej w Wyższym Instytucie Pedagogicznym „Luigji Gurakuqi" w Szkodrze. Po studiach rozpoczął pracę dziennikarza w dziale kultury czasopisma Zëri i Popullit. W latach 1993–1996 pełnił funkcję zastępcy redaktora naczelnego pisma, a w latach 1996–1998 redaktora naczelnego. W 1998 objął stanowisko dyrektora czasopisma. W latach 1995–1997 zasiadał w Komitecie Radia i Telewizji.
Członek Socjalistycznej Partii Albanii od 1991, od 1997 członek Rady Naczelnej partii. Jako jej przedstawiciel w latach 1992–1996 zasiadał w radzie miejskiej Tirany. W wyborach 1997 uzyskał mandat deputowanego do parlamentu, w którym pracował przez kolejne dwie kadencje.
W 2001 kierował resortem kultury, młodzieży i sportu. W 2002 objął stanowisko ministra spraw wewnętrznych w rządzie Fatosa Nano. W październiku 2003 został usunięty ze stanowiska po tym jak pobił dziennikarza Ilira Babaramo.
W 2009 związał się z Socjalistycznym Ruchem Integracji, dwa lata później objął funkcję sekretarza generalnego partii. W wyborach 2017 ponownie uzyskał mandat deputowanego do parlamentu, zasiadał w komisji d.s. bezpieczeństwa narodowego. W wyborach 2021 mandatu nie zdobył. Po przegranych wyborach utracił stanowisko sekretarza generalnego partii.

## Publikacje
- 1997: Shkëlqimi i meteorëve (Jasność meteorów)
- 1997: Metamorfoza e fjalës : përse një deontologji për shtypin
- 2010: Kalorësit e stuhisë: normandët, frankët dhe shqiptarët (Rycerze burzy: Normanowie, Frankowie i Albańczycy)
- 2014: L' Albanie, à l'ombre des bombes 1916-1918
- 2016: Albanais de Léon Gérôme
- 2016: "Camera obscura": origjina e botës (powieść)
- 2016: Dora d'Istria